# 無敵號戰鬥巡洋艦
無敵號戰鬥巡洋艦（英語：HMS Invincible）是英國皇家海军于1906年开始建造的三艘同级战列巡洋舰中的首舰，也是世界上第一艘战列巡洋舰。在第一次世界大战期间，由于该舰已经是当时英国最古老和最慢的战列巡洋舰，仅以辅助身份参加了赫尔戈兰湾海战。在福克蘭群島海戰期间，虽多次被命中，但德军的210毫米火炮根本无法击穿其厚重的装甲，因此无敌号及其姊妹舰不屈号在几乎毫发无伤的状况下击沉了德国装甲巡洋舰沙恩霍斯特号和格奈森瑙号。
在1916年的日德兰海战中，无敌号是英国第3战列巡洋舰分舰队的旗舰。该分舰队于战斗期间充当大艦隊的侦察部队，成功找到了失联的英国战列巡洋舰舰队，并引领大舰队加入战斗。在交战中，无敌号的舯部炮塔遭到一枚来自德军吕措夫号的炮弹直接命中。炮弹引爆了弹药库，因未关闭防火门，无敌号在几乎一瞬间弹药殉爆而沉没。全舰1032人仅有6人幸存，胡德上将也随船沉没。

## 设计和描述
作为第一艘战列巡洋舰，无敌号的舰体尺寸明显大于英国上一代的彌諾陶洛斯級装甲巡洋艦。其总长度为567英尺（173），舷宽78.5英尺（23.9米），吃水深度30英尺（9.1米）。该舰的排水量达到17,250長噸（17,530公噸），满载排水量为20,420長噸（20,750公噸），比彌諾陶洛斯級增加了近3,000長噸（3,000公噸）。
该舰设计类似于无畏级战列舰，但牺牲了部分防护装甲并移除了一座主炮炮塔以换取4節（7.4每小時；4.6英里每小時）航速提升。
战列巡洋舰是英国海军上将约翰·费舍尔的创意，他提议建造世界上第一艘“全装重型火炮”（All-Big-Gun）战列舰无畏号，也就是后世无畏舰的先驱。此后他又设想一种装备战列舰级别舰炮的新型军舰。这种军舰比战列舰航速快、同时排水量更小、装甲防护也更轻。在1911年之前，无敌级战列巡洋舰的正式分类曾是装甲巡洋舰，1911年11月24日海军部将她们重新命名为“战列巡洋舰”（Battlecruiser）。在此之前，她们曾非正式地使用过许多名称，包括“巡洋战列舰”（cruiser-battleship）、“无畏巡洋舰”（dreadnought cruiser）以及“战斗-巡洋舰”（battle-cruiser）。

### 推进系统
無敵號戰鬥巡洋艦装有两组帕森斯式直接传动蒸汽涡轮机，每组涡轮机都安装在单独的轮机舱内以分别驱动舷外和舷内的轴。高压正车和倒车汽轮机与外侧轴联接，低压汽轮机与内侧轴联接。一对巡航渦輪機也與內軸耦合。但因為巡航涡轮机不常使用，所以最後被断开连接。该舰装配三叶螺旋桨，内轴上的直径为11英尺（3.4），外轴上的直径为10英尺（3.0）。涡轮机由四个锅炉房内总计31台亚罗式水管锅炉提供动力，设计总输出功率为41,000匹軸馬力（31,000千瓦特），但在1908年的海试中实际输出达到近46,500匹軸馬力（34,700千瓦特）。该舰的设计最高航速为25節（46每小時），但在海试中实际可以达到26.64節（49每小時）。
無敵號戰鬥巡洋艦随舰装载2,997長噸（3,045公噸）锅炉用煤，另有738長噸（750公噸）重油用于喷洒在燃煤上以提高燃烧效率。在满载燃料的情况下，该舰可以以10節（19每小時）的航速行驶3,090海里（5,720）。使用之初，舰上安装了则由四台200千瓦的蒸汽涡轮发电机和100千瓦的燃油马达/发电机组负责给主炮炮塔提供电力。

### 武器装备
无敌号配备8门45倍径BL 12英寸（305）Mk X型舰炮，分别安装于4座双联炮塔内。出于评估目的，维克斯和阿姆斯特朗两家公司各建造了两座电力驱动的炮塔，编号为BIX和BX。这4座试验性电动炮塔尽管在1909年和1911年两次进行长时间的改装，但表现一直令人不满。在1908年10月的炮术试验中，由于状况非常糟糕，以至于皇家海军的主要海军炮术学校，优秀号石头护卫舰的舰长给出了以下描述：「当命令训练炮塔、抬高或操纵舰炮装填时，理应只需按下按钮或拨动开关，但在该舰上的结果往往是一道充满炮塔的蓝色火焰。」在1914年3月的改装工程中，这四座炮塔最终以151,200英镑的价格被改装为液压动力。
该舰的副炮为16门45倍径102毫米QF Mk III型舰炮。1915年时，主炮炮塔顶部的副炮被移到上层建筑，副炮总数减少到12门。这剩下的12门副炮都安装在封闭的炮廓中，并配备有防爆盾，以更好地保护炮手免受天气和敌方打击影响。無敵號戰鬥巡洋艦的防空武器包括于1914年10月到11月，以及在1915年4月之后的时间段里安装在尾部甲板的一门3吋20英擔防空砲；以及1914年11月加装的一门3磅哈奇开斯炮，安装在最高仰角达60°的高射角Mk Ic型支架上。除此之外，舰上还安装有5具18英寸（457）水下鱼雷发射管，两舷各两具，最后一具安装在舰艉。随舰有14枚鱼雷储备。

### 装甲
無敵號戰鬥巡洋艦的水线装甲带在前后12英寸炮塔之间有大约6英寸厚，从船头到前炮塔的部分减少到4英寸厚，后炮塔到船尾端的水线没有敷设装甲。炮座和炮塔由 7 英寸（178 毫米）的装甲保护，但炮塔顶部使用 3 英寸（76 毫米）的克虜伯非硬化装甲（KNC）。主甲板的装甲厚度为1—2英寸（25—51），下层甲板装甲厚度为1.5—2.5英寸（38—64）。在弹药库和炮彈庫附近安装了厚度为 2.5 英寸的低碳鋼防魚雷艙壁 。

## 建造和服役

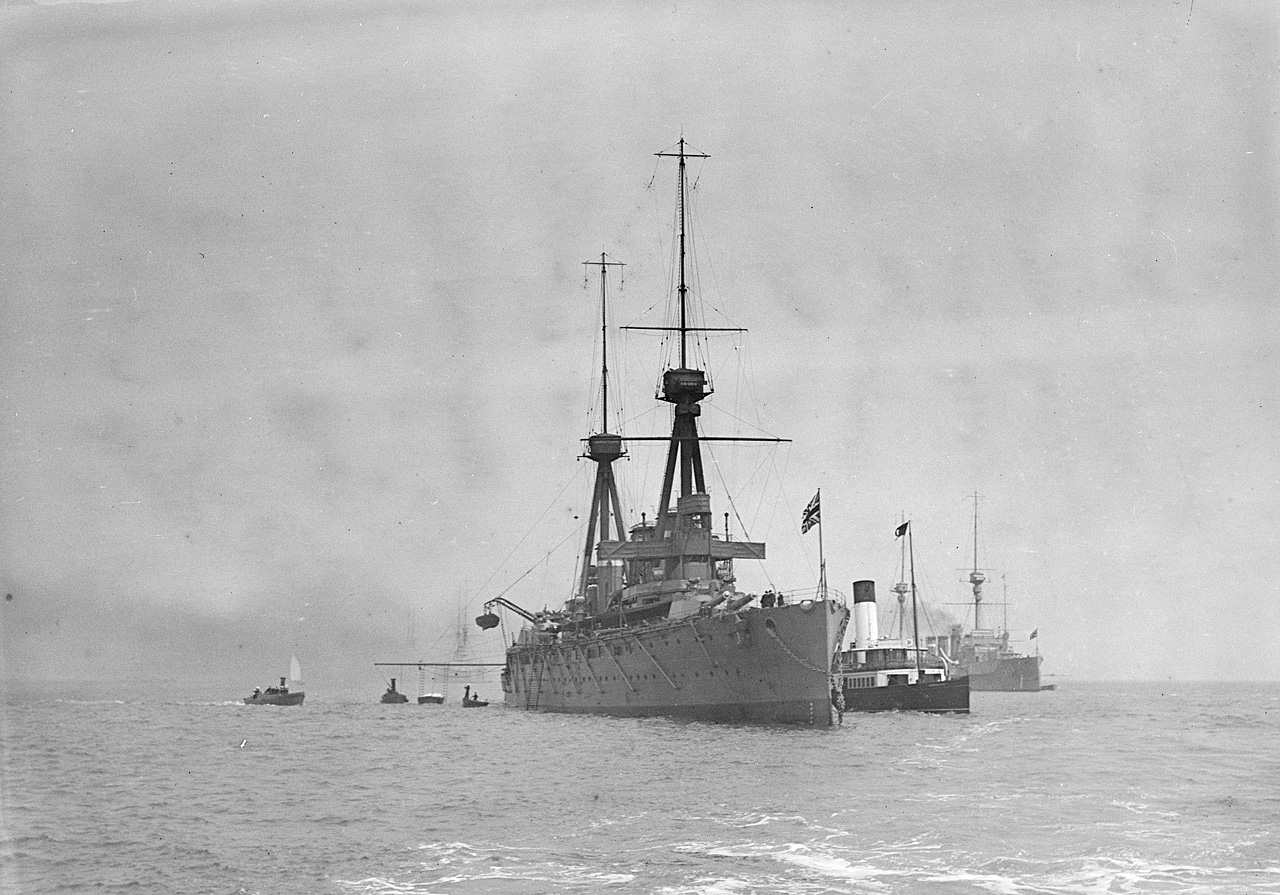
無敵號戰鬥巡洋艦於1909 年 6 月至 7 月在斯皮特黑德海峡抛锚

全部3艘无敌级战列巡洋舰都是由泰恩赛德的阿姆斯特朗-惠特沃斯建造。作为首舰的无敌号于1906年4月2日鋪放龍骨，于1907年4月13日15时由艾倫代爾夫人掷瓶下水。
1907年12月28日，仍在舾装中的无敌号与瑞典煤船奧登号（Oden）相撞，导致船体的横梁和肋骨弯曲，另有五块底板被压碎。因此無敵号不得不返回船廠維修直至1909年3月16日才正式完工。3月18日，它从泰恩河驶往朴茨茅斯，在那里正式服役。在路上，她与前桅横帆双桅船瑪利安号相撞，并一直待命，直到搜救艇约翰·伯奇号从大雅茅斯赶来，拖走前桅横帆双桅船。
“无敌”号于1909年3月20日入役本土舰队第一巡洋舰分舰队，并于1909年4月和6月参加了海上演習。之后分别在1909年6月12日参加了在斯皮特黑德海峡，和7月2日在濱海紹森德附近举行的海上閱兵。当年8月17日至次年1月17日期间，该舰进行了改装，尝试解决炮塔的动力问题，然而未果。在1911年春季时，该舰再次入坞改装，试图修复电力系统，让炮塔按照指令工作；这次努力依然以失败告终。最终于1912年海军部忍无可忍，决定将该舰的炮塔的动力系统改为更传统的液压动力。1913年3月17日，它与C34号潜艇相撞，但碰撞被裁定为潜艇的责任。1913年8月“无敌”号被部署到英國地中海艦隊，后又于1913年12月返回英国入坞，为改造炮塔动力的重大改装做准备。

### 第一次世界大戰
無敵號戰鬥巡洋艦在樸次茅斯海軍基地的改装始于1914年3月，但因8月4日英国对德国宣战而中断。它在开战的前一天正式重回现役，但一周后炮塔改造才完成。理论上，無敵號戰鬥巡洋艦是第一台配备新式火控系统的战列巡洋舰，但由于时间紧迫，火控改装没有彻底完成。结果就是火控系统直到在福克蘭群島海戰后重新坞装之后才得以正常使用。無敵號于8月12日宣布投入使用，作为海军少将阿奇博尔德·戈登·摩尔爵士的第 2 战列巡洋舰分舰队的旗舰。他和新西兰号战列巡洋舰一起奉命前往亨伯河口，支援在荷兰外海巡逻的英国舰只。

### 黑爾戈蘭灣戰役
無敵號戰鬥巡洋艦的第一次行动是在1914年8月28日的黑尔戈兰湾战役中。当时無敵號是贝蒂海军中将指挥的第1战列巡洋舰分舰队的一部分。贝蒂舰队最初只打算为靠近德国海岸的英国巡洋舰和驱逐舰作远程支援，以防公海舰队的主力为应对英国袭击而出动。贝蒂的第1战列巡洋舰分舰队于11時35分全速转向南方，当时英国轻巡洋舰和驱逐舰未能按计划脱战，而涨潮意味着德国主力舰队能够威廉港随时出海作战。第1战列巡洋舰分舰队于12時37分从雾中冲入战场，此时英军轻巡洋舰林仙号已在之前的战斗中被德国斯特拉斯堡号小巡洋舰和科隆号小巡洋舰的炮火击中瘫痪。面对强大的英军战列巡洋舰，斯特拉斯堡号躲入雾中以躲避火力，但由于科隆号受伤较重未能及时逃入雾中，以至于其仍然清晰可见，并很快被英军炮火击中。就在科隆号小巡洋舰马上要被击沉时，德军阿里阿德涅号小巡洋舰突然出现在贝蒂前面。因此贝蒂舰队转而追击阿里阿德涅号小巡洋舰，英军战列巡洋舰在近距离（不到 6,000 码（5.5 公里））发射了三轮齐射，炮弹全部命中，阿里阿德涅号由于每隔一年就会上一层新漆，以至于很快阿里阿德涅号就如同一把火炬一样燃烧起来。13時10分，贝蒂转向北上，发出全体撤退的信号。这时，因速度过慢而与大部队脱节的無敵號戰鬥巡洋艦遇到了几乎已经沉默科隆号巡洋舰，無敵號对其发射了18发炮弹，但无一发命中。最終科隆号小巡洋舰被转向回头的狮號戰列巡洋艦的两轮齐射击沉了。

### 福克蘭群島海戰
海軍少将克里斯托夫·克拉多克的英国西印度分舰队在1914年11月1日科罗内尔海战中被海军中将馬克西米連·馮·斯比指挥的德国東亞分艦隊全歼，这是皇家海军100年来的首次遭遇如此惨败。作为报复，海军部下令派遣一个新的分舰队摧毁被英国海军高层视为眼中钉的施佩伯爵舰队。该中队由海军中将道維頓·斯特迪爵士(Doveton Sturdee)指挥，由无敌号（旗舰）和不屈号战列巡洋舰组成。他们于11月11日离开英国，并于26日在巴西海岸外的阿布罗略斯岩与斯托达德少将率领的其他几艘巡洋舰会合，最后于 12月7日上午抵達斯坦利港 。
施佩舰队此时正执行摧毁斯坦利港无线电台的任务，伯爵于12月8日上午派遣格奈森瑙号大巡洋舰和纽伦堡号小巡洋舰查看港口中是否有敌国军舰。德舰于07時30分被英军发现，但搁浅在斯坦利港作为卫戍舰的前无畏舰老人星号直到07時45分才收到信号。斯特迪未料到会如此快遇敌，且此时他手下的大多数船只都在加煤，因此暂时没有战斗能力。康瓦爾號裝甲巡洋艦和布里斯托號輕巡洋艦的主机都正在维修中。武装商船马其顿号正在外港入口巡逻，而肯特號裝甲巡洋艦停泊在外港，计划于8時接替马其顿号巡逻。另一边，德国舰队也没有预料到港中会有一整个英国分舰队，9時20分老人星号前无畏舰的第一声齐射就使德舰放弃了对无线电台的轰炸，逃离了斯坦利港。与港外施佩指挥的東亞分艦隊的主力会合。
斯特迪的船只直到9時50分才完成整备，从港口出动，他们此时仍可以看到西南地平线上撤退的德国船只。刚刚进坞检修过的无敌号对施佩的船只有5节（9.3 公里/小时）的速度优势，而施佩的船只由于其横跨太平洋的航行，长时间未入坞修整以至于船底附着了大量藤壶，导致她们的最高航速无法超过20节（37公里/小时）。其中，莱比锡号小巡洋舰处于德军舰队末尾，所以最早遭到了英军舰队的攻击，不屈号战列巡洋舰在12时55分在17,500 码（16,000 米）的距离上对莱比锡号开火，打响了福克兰群岛海战的第一炮。
不久后，无敌号也对莱比锡号开火。当距离拉近到13,000码（12,000 米）时，两艘战列巡洋舰都成功的对莱比锡号造成跨射。13點20分，陷入绝境的施佩命令他的分舰队分离：他命令他手下的轻巡洋舰转向西南逃离，而他将带领舰队主力的装甲巡洋舰向东转向迎击英军以争取时间掩护撤退。德国舰只于13點30分开火，并于13點44分取得了首次命中，当时沙恩霍斯特号大巡洋舰精准的命中了无敌号，但炮弹没能击穿装甲带。在交战开始的半个小时内，双方都全力开火，拥有火炮射程和航速优势的英军舰队稍稍拉开了距离，驶离了德国舰炮的有效射程。与德国舰队相比，英国人的命中率低得惊人，在这半小时内英军舰队共发射了210发炮弹，但在这其中仅打中了4发。主要原因是此时英国舰队所处位置的西北风导致自炮火和烟囱的烟雾吹向船头，从而遮挡了英军的视线，另外无敌号的A炮塔的一门12寸炮在13時42分時发生故障，直到30分钟后才可正常射击。

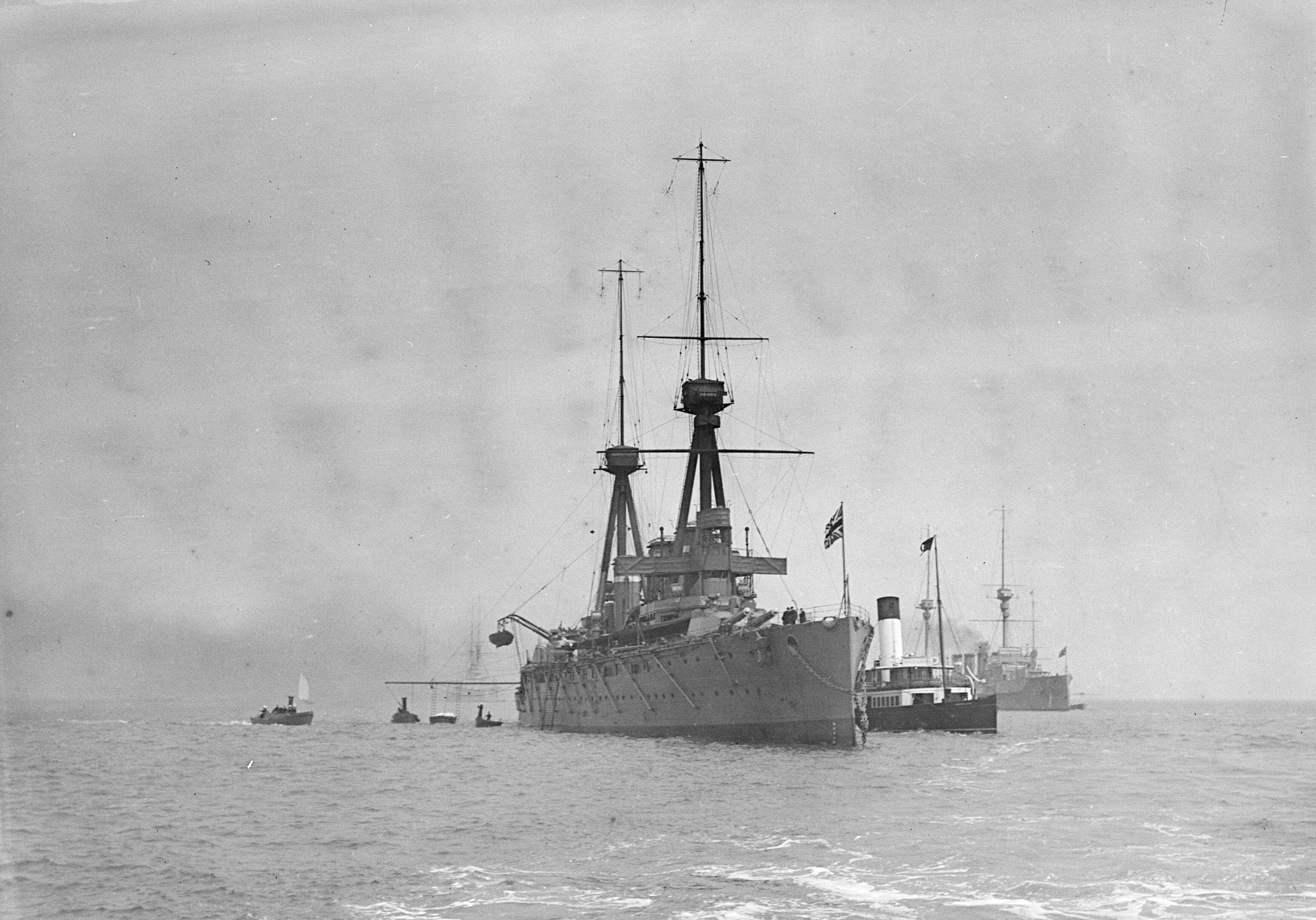
航行中的無敵號戰鬥巡洋艦

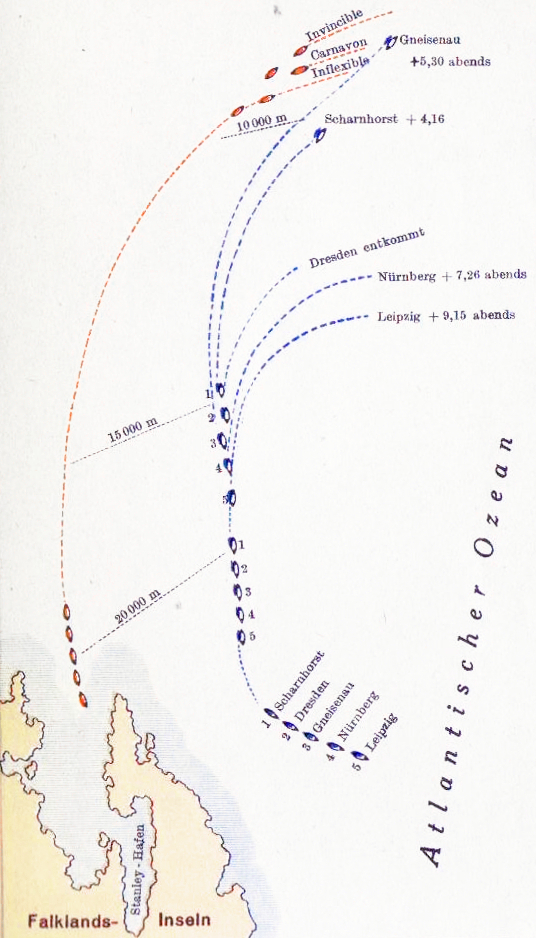
福克兰群岛海战，地图的左侧的方向是北方

施佩的装甲巡洋舰转向南，试图在英国人的视野被遮蔽时脱战，但他在被英国人发现之前只把双方距离拉开到17,000码（16,000 米）。英国战列巡洋舰于是转向以24节（44 公里/小时）的速度追赶。40分钟后，英国人再次在15000码（14公里）的距离上开火。八分钟后，逃离无望的德舰再次转向东方进行战斗。施佩的策略是拉近距离，这样他舰上的150毫米（5.9 英寸）副炮就可以进行射击。事实证明他的策略成功了，15时整，德舰150毫米炮开始用最大仰角开火。此时风向改变，使双方的视野都被烟雾遮挡，但随着距离拉近，双方均开始取得命中。然而，命中的德国炮弹要么没有引爆，要么没有击穿。另一方面，英舰则击中了格奈森瑙号的右引擎室，停用了右侧引擎。斯特迪命令他的船在15时15分转向，以获得迎风优势。而施佩转向西北，虽然看起来是是想取得T字优势，但实际上是为了让沙恩霍斯特号未受损的右舷火炮发挥作用，因为她左舷的大多数火炮都无法继续正常设计。随着战事发展，英国舰队不断对沙恩霍斯特号大巡洋舰和格奈森瑙號大巡洋艦取得越来越多次命中。
沙恩霍斯特号船体着火，于16時停止射击，然后在16時17分倾覆。施佩海军中将阵亡，全舰无一幸存。
格奈森瑙號直至17时15分都在反击，由于炮弹消耗殆尽，以至于她的船员不得不自沉，格奈森瑙號装甲巡洋舰于18时02分缓慢沉没。英国人从冰冷的海水里救出了176名生还者 。
战斗中，無敵號戰鬥巡洋艦发射了513发主炮炮弹，并被命中了22次。它有两个船头舱室进了水，另外一发炮弹击穿舷侧P炮塔附近水线装甲，淹没了一个煤仓。进水让无敌号一时侧倾了15度。然而，在整场战斗中仅造成一人阵亡，五人受伤。
战斗结束后，无敌号在斯坦利港进行了临时维修，然後前往直布罗陀，在那里的干船坞进行了更永久性的整修。整修持续了一个月时间，无敌号的火控系统终于可以使用了。另外皇家海军借此机会将前烟囱的高度延长了15英尺（4.6 米），防止烟雾阻挡舰桥和桅杆顶瞭望哨观察。无敌号于1915年2月15日驶往英国，加入了大舰队。2月21日，皇家海军的所有战列巡洋舰被编入进战列巡洋舰舰队的三个分舰队，其中第3战列巡洋舰分舰队由三艘无敌级舰组成。它于4月25日至5月12日进行了改装，更换了四门炮管磨损的12英寸火炮，并把主炮炮塔上的副炮移到上层建筑的炮廓里。海军少将霍勒斯·胡德于1915年5月27日接管了第3战列巡洋舰分舰队，并在無敵號戰鬥巡洋艦上升起了指挥旗。
第1与第3战列巡洋舰分舰队于1916年4月24日至25日因德国砲轟雅茅斯與洛斯托夫特出动，但未能在恶劣天气中找到德国舰只。在回家的路上，無敵號戰鬥巡洋艦于25日23點07分撞上了巡逻舰戈伊萨号（HM Yacht Goissa）。戈伊萨号的船头嵌入了无敌号的侧舷，无敌号侧舷被砸穿。无敌号在进水中速度降至12节（22公里/小时；14英里/小时），被迫离开线路，独立前往羅塞斯进行维修，维修一直持续到1916年5月22日。

### 日德兰海战

無敵號戰鬥巡洋艦的最后一刻，由附近的英军驅逐艦拍摄。

1916年5月底，第3战列巡洋舰分舰队被临时分配到大舰队进行炮术演习。5月30日，整个大舰队与贝蒂海军中将的战列巡洋舰一起被命令出海，为德国公海舰队的出击做准备。为了支援先行一步的贝蒂，胡德海军少将率领他的三艘战列巡洋舰领先大舰队航行，是整个大舰队的先锋。大约14时30分，無敵號戰鬥巡洋艦截获了附属于贝蒂指挥的英国战列巡洋舰舰队的加拉泰亞號輕巡洋艦的无线电信息，加拉泰亚号报道目击了两艘敌巡洋舰。而其他关于七艘敌舰向北驶来的报告证实了这一点。胡德以为德军试图通过斯卡格拉克海峡，在15時11分时命令将船速提高到 22节（41 公里/小时），向东南方向航行以切断德军去路。20分钟后，无敌号截获了贝蒂的一条消息，其中报道了五艘敌方战列巡洋舰，后来有信号表明他在东南方向与敌人交战。16時06分，胡德下令全速行驶，航向东南偏南，试图与贝蒂的战列巡洋舰舰队会和。16時56分，由于仍看不到贝蒂的船只，胡德要求贝蒂提供航线、位置和速度，但从未收到回复。
胡德继续前进，直到17點40分，他发现之前派遣轻巡洋舰切斯特号调查可疑炮火闪光的方向传来了炮火声。切斯特號輕巡洋艦遇到了希佩尔海军中将下属的德国第2侦察集群的四艘轻巡洋舰，在胡德转向前来调查之前遭到重创。胡德的战列巡洋舰及时赶到，把德国巡洋舰驱离。17時53分，無敵號戰鬥巡洋艦向威斯巴登号小巡洋舰开火，另外两艘无敌级在两分钟后也加入了交火。自知不是对手，德国轻巡洋舰在18時开始转向南方试图逃入雾中，同时发射了鱼雷，但没有命中。当他们转弯时，无敌号击中了威斯巴登号的引擎室并摧毁了她的发动机，而不屈號戰列巡洋艦击中了皮劳号小巡洋舰一次。第3战列巡洋舰分舰队之后又先后与给德军第2侦察集群护航的雷根斯堡号小巡洋舰，德军第2，第9，第12驱逐舰舰队的31艘驱逐舰交战。他们最终被胡德剩余的坎特伯雷號輕巡洋艦和五艘驱逐舰赶走了。在混乱的行动中，德国人只发射了12枚鱼雷，但用舰炮瘫痪了鯊號驅逐艦。德军鱼雷由三艘无敌级战列巡洋舰的舷侧袭来，为了躲避鱼雷，无敌号向北转向，而不屈号和不挠号向南转向。最后所有的鱼雷都没有命中，尽管其中一枚从不屈号的正下方经过，但深度设定得太深，没有爆炸。当无敌号转向北上时，她的舵卡住了，它不得不停下来解决这个问题。问题很快就解决了，分舰队选择向西前进。

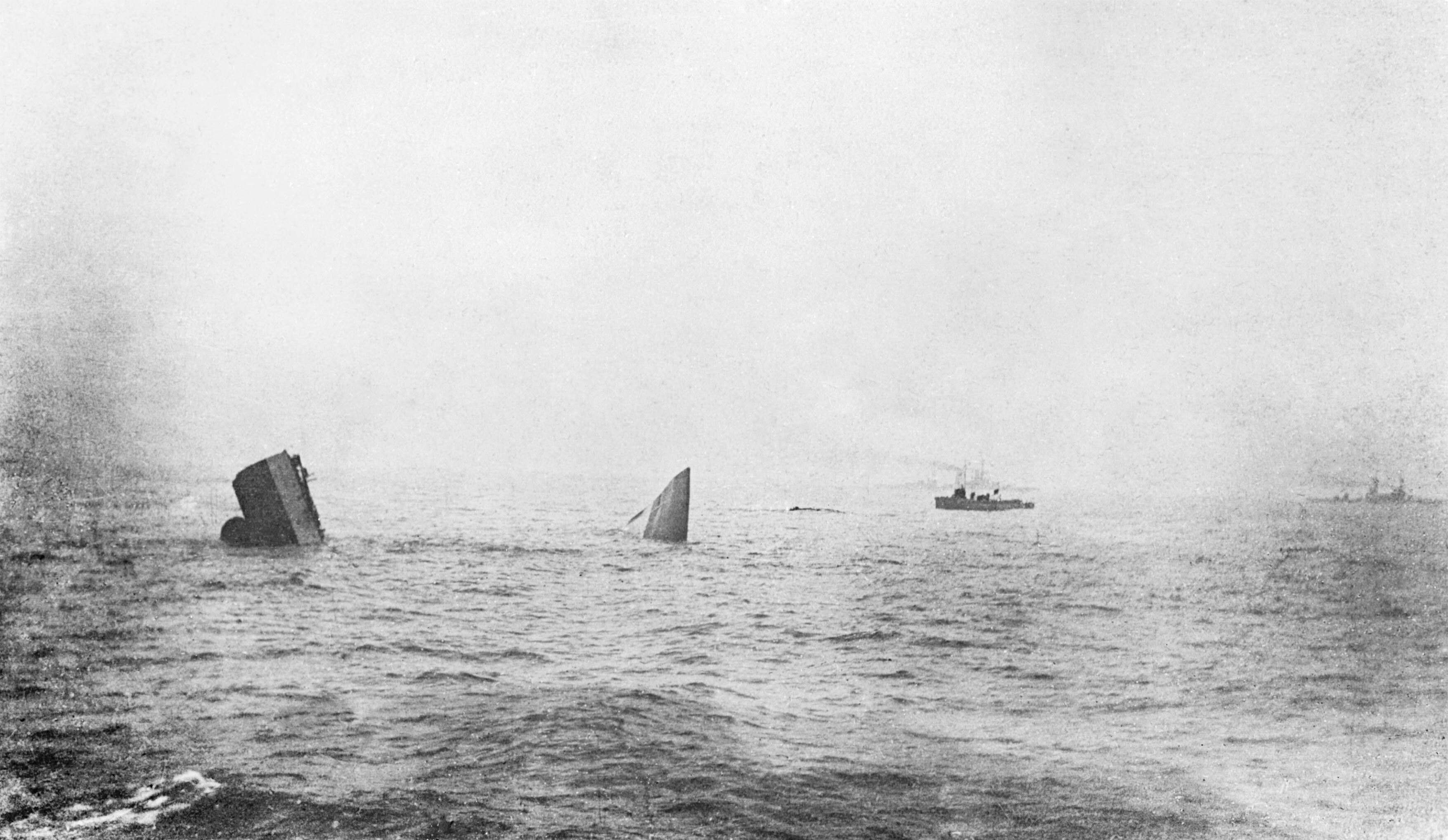
無敵號戰鬥巡洋艦爆炸后的残骸

18時21分，胡德成功带领大舰队与贝蒂的战列巡洋舰会合，之后胡德转向南，和贝蒂的战列巡洋舰一起迎击尾随贝蒂而来的希佩尔舰队。此时希佩尔的战列巡洋舰距离大舰队只有9000 码（8.2 公里），三艘无敌级姐妹舰几乎立即向希佩尔的旗舰吕措号大巡洋舰和其后的德夫林格号大巡洋舰开火。不挠号击中了德夫林格号大巡洋舰三次，击中塞德利茨號戰列巡洋艦一次，而吕措号被獅子號戰列巡洋艦、不屈号和无敌号一共击中了 10 次，其中无敌号取得两次了水线以下命中，这导致的进水最终将吕措号送入海底。18時30分，海雾散去，無敵號戰鬥巡洋艦突然在吕措号大巡洋舰和德夫林格号大巡洋舰面前作为清晰的目标出现。两艘德国战列巡洋舰随后分别向无敌号发射了三轮齐射，并在90秒内击沉了它。第三轮齐射中至少有一枚305毫米（12英寸）的炮弹击中了無敵號中部的Q炮塔 。炮弹穿透了Q炮塔的前部，炸掉了屋顶，并引爆了中部弹药库。中部弹药库的爆炸将舰只炸成两半。大爆炸可能还同时点燃了A炮塔和X炮塔的彈藥庫。在无敌号的船员中，有 1026 名官兵被杀，其中包括海军少将胡德，只有六名幸存者被救起。六人中有五人驻扎在前桅三脚架顶部的火控部门，另一人驻扎在被炮弹直接命中的Q炮塔内——当中部弹药库爆炸时，这个极其幸运的人不知怎么地被抛出了船。

## 沉沒地點
战后，无敌号由一艘皇家海军扫雷舰確定沉沒地點為 57°02′40″N 06°07′15″E / 57.04444°N 6.12083°E，深180英尺（55 米）。它的船尾右侧朝上，船头底部朝上。
对沉船的检查发现，后炮塔中的12英寸火炮的炮弹还在膛内，但炮塔顶不见了。拍摄無敵號戰鬥巡洋艦的爆炸的照片显示火焰和烟雾正从X炮塔喷发出来。再加上后炮塔缺失的屋顶，这意味着X炮塔的弹药库也发生了低程度的爆炸 。
無敵號戰鬥巡洋艦的沉沒地點是根据1986年《军事遗骸保护法》保护的受保护地点。加拿大落基山脉的无敌山于1917年以無敵號战列巡洋舰命名。

## 艦長
- 1908年9月8日[58] [59] - 1911年3月28日[60] :馬克.克爾（英语：Mark Kerr）上校
- 1911年3月28日[61][58] – 1912年1月8日[61]: 理查德·普雷福伊上校(Captain Richard Purefoy)
- 1912年1月9 日[62] - 1912年5月[62]: 亨利·詹姆斯·兰福德·克拉克上校(Captain Henry James Langford Clarke)

## 脚注

### 書籍
- Brown, David K.  repr. London: Caxton Editions. 2003 [1999]. ISBN 1-84067-531-4.
- Brown, David K. . Warship International. Vol. XL no. 4. 2003: 339–349. ISSN 0043-0374.
- Burt, R. A. . Annapolis, MD: Naval Institute Press. 1986. ISBN 0-87021-863-8.
- Campbell, John. . New York: Lyons Press. 1998. ISBN 1-55821-759-2.
- Gardiner, Robert; Gray, Randal (编). . Annapolis, MD: Naval Institute Press. 1985. ISBN 0-85177-245-5.
- Gröner, Erich. . Vol. I: Major Surface Vessels. Annapolis: Naval Institute Press. 1990. ISBN 978-0-87021-790-6 （英语）.
- Hythe, Viscount (编). . London: William Clowes and Sons. 1914. OCLC 46594208.
- Johnston, Ian; Buxton, Ian. . Annapolis, Maryland: Naval Institute Press. 2013. ISBN 978-1-59114-027-6.
- Massie, Robert. . Random House. 2004. ISBN 0-224-04092-8.
- McCartney, Innes.  [Deutsche Gesellschaft zur Förderung der Unterwasserarchäologie]. SKYLLIS, the Journal of the German Society for the Promotion of Underwater Archaeology. December 2013, 12 (2). OCLC 786134501.
- Roberts, John. . Annapolis, MD: Naval Institute Press. 1997. ISBN 1-55750-068-1.
- Roberts, John A. . London: Conway Maritime Press. 1972. ISBN 0-85177-051-7.
- Tarrant, V. E. . Annapolis, MD: Naval Institute Press. 1986. ISBN 0-87021-147-1.
- 刘怡. . 知兵堂简体版战争系列. 武汉: 武汉大学出版社. 2010-07-01. ISBN 9787307076839. OCLC 885782723 （中文（中国大陆））.
- 江泓. . 指文世界舰艇008 第1版. 北京: 中国长安出版社. 2015-03  [2021-05-12]. ISBN 9787510708947. OCLC 949727104. （原始内容存档于2020-05-03） （中文（中国大陆））.
- 江泓.  第1版. 長春: 吉林文史出版社. 2016-08-01. ISBN 9787547233030. OCLC 1051636476 （中文（中国大陆））.
- 日本海人社 (编). . 世界舰船 第1版. 青岛: 青岛出版社. 2010-06  [2020-02-21]. ISBN 9787543664296. OCLC 886026203. （原始内容存档于2020-04-26） （中文（中国大陆））.
- 杨红杰; 智如.  第1版. 天津: 天津古籍出版社. 2018-03. ISBN 978-7-5528-0664-9. OCLC 1045011278 （中文（中国大陆））.
- 上海中国航海博物馆.  第1版. 上海: 上海古籍出版社. 2019-05. ISBN 978-7-5325-9222-7. OCLC 1178835633 （中文（中国大陆））.

## 外部連結
- Maritimequest HMS Invincible Photo Gallery （页面存档备份，存于） (includes two photographs of the ship's destruction at Jutland).
- Imperial War Museums: Lives of the First World War: HMS Invincible at the Battle of Jutland (Crew List) （页面存档备份，存于）
- Battle of Jutland Crew Lists Project – HMS Invincible Crew List （页面存档备份，存于）
- HMS Invincible 1907 （页面存档备份，存于） Cruisers.co.uk